# Monmouth Township (Iowa)
Pour les articles homonymes, voir Monmouth Township.
Monmouth Township est un township, du comté de Jackson en Iowa, aux États-Unis,.
Le township est fondé en 1843. Il est nommé à la mémoire de la bataille de Monmouth, qui a lieu durant la guerre d'indépendance américaine.

## Source de la traduction
- (en) Cet article est partiellement ou en totalité issu de l’article de Wikipédia en anglais intitulé « Monmouth Township, Jackson County, Iowa » (voir la liste des auteurs).